# Fish (zanger)

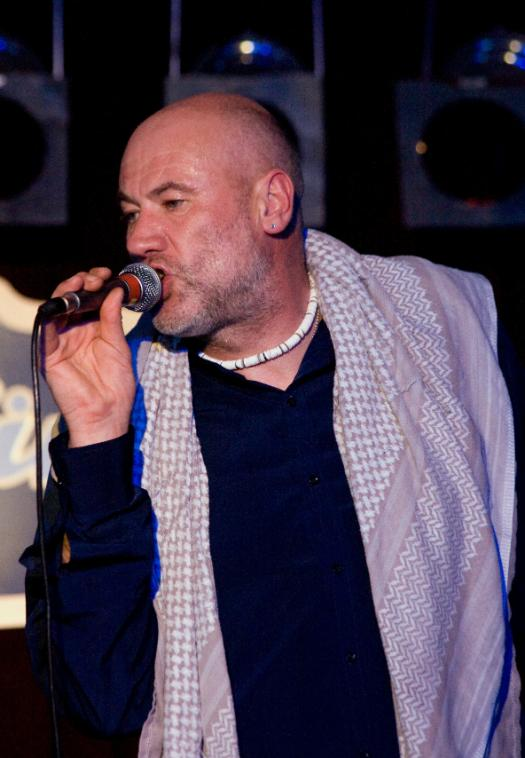
Fish in 2008 tijdens BB Kings

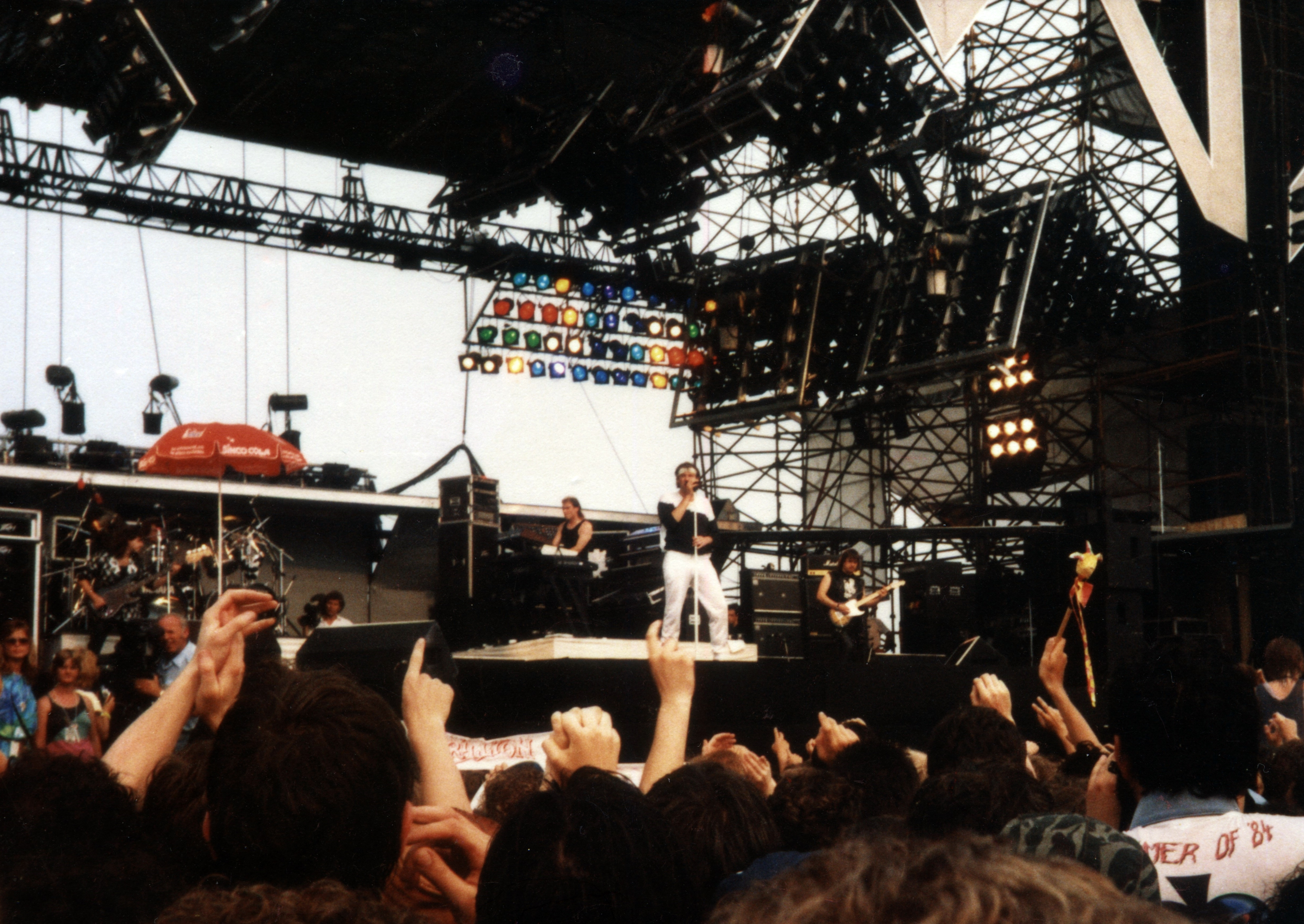
Marillion met Fish (1986)

Derek William Dick, beter bekend als Fish (Dalkeith (Midlothian, Schotland), 25 april 1958) is een progressieve-rockzanger, tekstschrijver en acteur.

## Levensloop
Na een carrière als tuinman en boswachter, werd hij in 1981 bekend als de zanger van de Engelse rockgroep Marillion. Hij verliet deze band in 1988 om een solocarrière op te pakken en scoorde vervolgens in 1990 een solohit met het nummer A Gentleman's Excuse Me.
De naam Fish heeft hij, naar eigen zeggen, gekregen omdat hij graag lang in bad zit.
De teksten van Fish zijn zeer poëtisch en hebben veelal een moeilijk te doorgronden maatschappijkritisch karakter. Zijn muziek, zijn liveoptredens, zijn indrukwekkende gestalte, zijn aparte stem met Schotse tongval en zijn gevoel voor drama maken dat hij een betekenisvolle rol speelt in de wereld van de progressieve popmuziek.
Fish heeft kortstondig (van december 2005 tot mei 2007) een relatie gehad met Heather Findlay. Het album van Fish dat daarna verscheen, 13th Star, ontving ten opzichte van eerdere albums betere kritieken.
Fish is te horen als de 'Highlander' op Ayreon's 'Into the Electric Castle - A Space Opera' uit 1998. Een dubbelalbum dat zich met verschillende vocalisten begeeft op het raakvlak van progressieve rock, conceptalbum en opera/musical.
In 2015/2016 ging hij met band op tournee waarbij hij teruggreep op het album Misplaced Childhood dat hij in 1985 uitbracht samen met Marillion en tijdens de concerten in zijn geheel zong. Daarbij werd ook Cultuurpodium Boerderij in Zoetermeer en 013 in Tilburg aangedaan. Twee concerten werden geregistreerd; Berlijn, 5 november en Warschau, 9 november. De registraties zijn terug te vinden op Farewell to Childhood (Berlijn op dvd, Warschau op 2cd) uitgebracht in eigen beheer (Chocolate Frog Records) in 2017.

## Discografie
Reguliere albums
- 1990 - Vigil in a wilderness of mirrors
- 1991 - Internal exile
- 1993 - Songs from the mirror
- 1994 - Suits
- 1997 - Sunsets on empire
- 1999 - Raingods with zippos
- 2001 - Fellini days
- 2004 - Field of crows
- 2008 - 13th Star
- 2013 - A feast of consequences
- 2018 - A parley with angels (EP)
- 2020 - Weltschmerz

Verzamel/live
- 1993 - Derek Dick & His Amazing Electric Bear
- 1993 - For Whom the Bells Toll
- 1993 - Pigpen's Birthday
- 1993 - Toiling in the Reeperbahn
- 1994 - Sushi (Live in Utrecht)
- 1994 - Uncle Fish & the Crypt Creepers
- 1994 - Acoustic Session (Fanclub only)
- 1995 - Yin
- 1995 - Yang
- 1998 - Fortunes of War
- 1998 - Kettle of Fish
- 1998 - Tales from the Big Bus
- 1999 - The Complete BBC Sessions
- 2001 - Sashimi
- 2002 - Fellini Nights
- 2005 - Bouillabaisse
- 2006 - Return to Childhood
- 2007 - Communion

## Hitlijsten

### Albums
| Album met eventuele hitnotering(en) in de Nederlandse Album Top 100 | Datum van verschijnen | Datum van binnenkomst | Hoogste positie | Aantal weken | Opmerkingen   |
| ------------------------------------------------------------------- | --------------------- | --------------------- | --------------- | ------------ | ------------- |
| Vigil in a wilderness of mirrors                                    | 1990                  | 10-02-1990            | 12              | 23           |               |
| Internal exile                                                      | 1991                  | 09-11-1991            | 31              | 7            |               |
| Songs from the mirror                                               | 1993                  | 30-01-1993            | 20              | 12           |               |
| Sushi                                                               | 1994                  | 02-04-1994            | 57              | 9            |               |
| Suits                                                               | 1994                  | 04-06-1994            | 33              | 12           |               |
| Yin                                                                 | 1995                  | 23-09-1995            | 52              | 5            | Verzamelalbum |
| Yang                                                                | 1995                  | 23-09-1995            | 53              | 5            | Verzamelalbum |
| Sunsets on empire                                                   | 1997                  | 07-06-1997            | 59              | 7            |               |
| Raingods with zippos                                                | 1999                  | 01-05-1999            | 33              | 4            |               |
| 13th Star                                                           | 2007                  | 23-02-2008            | 94              | 1            |               |
| A Feast of Consequences                                             | 2013                  |                       |                 |              |               |

### Singles
| Single met eventuele hitnotering(en) in de Nederlandse Top 40 | Datum van verschijnen | Datum van binnenkomst | Hoogste positie | Aantal weken | Opmerkingen                 |
| ------------------------------------------------------------- | --------------------- | --------------------- | --------------- | ------------ | --------------------------- |
| A Gentleman's Excuse Me                                       | 1990                  | 26-05-1990            | 34              | 3            | #26 in de Nationale Top 100 |

### NPO Radio 2 Top 2000
| Nummer met noteringen in de NPO Radio 2 Top 2000 | '07 | '08 | '09 | '10 | '11 | '12 | '13 | '14 | '15 | '16 | '17 | '18  | '19 | '20 | '21 | '22 | '23 | '24 |
| ------------------------------------------------ | --- | --- | --- | --- | --- | --- | --- | --- | --- | --- | --- | ---- | --- | --- | --- | --- | --- | --- |
| A Gentleman's Excuse Me                          | 730 | -   | 852 | 894 | 882 | 630 | 556 | 665 | 621 | 789 | 846 | 1037 | 890 | 851 | 771 | 690 | 769 | 600 |

1. ↑  Een '-' betekent dat het nummer niet was genoteerd en een vetgedrukt getal geeft de hoogste notering aan.
2. ↑  2007 was het eerste jaar met een notering voor dit nummer.

- Biblioteca Nacional de España: XX1083335
- Bibliothèque nationale de France: cb13939030v (data)
- Gemeinsame Normdatei: 123792150
- International Standard Name Identifier: 0000 0000 7822 8444
- Library of Congress Control Number: n92102361
- MusicBrainz: 7c687bbb-ba1a-496d-919a-f322530739e4
- Nationale Bibliotheek van Tsjechië: ola2002152173
- Virtual International Authority File: 29722213